# Csaba Kőrösi
Csaba Kőrösi   (Szeged, 1958) és un diplomàtic hongarès que actualment exerceix com a president de la 78a Assemblea General de les Nacions Unides. Anteriorment va ser director de Sostenibilitat Ambiental a l'Oficina del President d'Hongria.

## Biografia
Va néixer a Szeged, Hongria, el 1958, i va formar-se a l'Institut de Relacions Internacionals de Moscou, a l'Institut de Relacions Internacionals de la Universitat de Leeds, a l'Institut Truman d'Estudis de l'Orient Mitjà a la Universitat Hebrea de Jerusalem i a la Harvard Kennedy School.

## Carrera
Kőrösi es va incorporar com a diplomàtic al Ministeri d'Afers Exteriors del seu país el 1983 i va servir a diverses destinacions com ara Grècia, Israel i Líbia. També va ser el representant permanent d'Hongria davant de les Nacions Unides i va exercir com a vicepresident de l'Assemblea General entre 2011 i 2012. Va ser vice-secretari d'Estat responsable de la política de seguretat, la diplomàcia multilateral i els drets humans abans de ser nomenat Director de Sostenibilitat Ambiental a l'Oficina del President d'Hongria.
El 7 de juny de 2022, Kőrösi va ser escollit com a president de l'Assemblea General de les Nacions Unides succeïntt l'anterior president, Abdulla Shahid.